# Rana muscosa
La rana de montaña de patas amarillas (Rana muscosa) es una especie de anfibio anuro de la familia Ranidae. Se trata de una pequeña rana de unos 5 a 7,5 cm. La parte baja de su abdomen y la parte de abajo de sus patas traseras es de color amarillo o naranja, y tiene un color amarillento o rojizo en su dorso, con puntos o manchas negras, o marrones. Los especímenes jóvenes tienen menos color bajo sus patas. Cuando se las manipula huelen a ajo. Se distribuye por el sur de California. Estas ranas prefieren los hábitat de lagos o arroyos de montaña.